# نكتة ساخرة

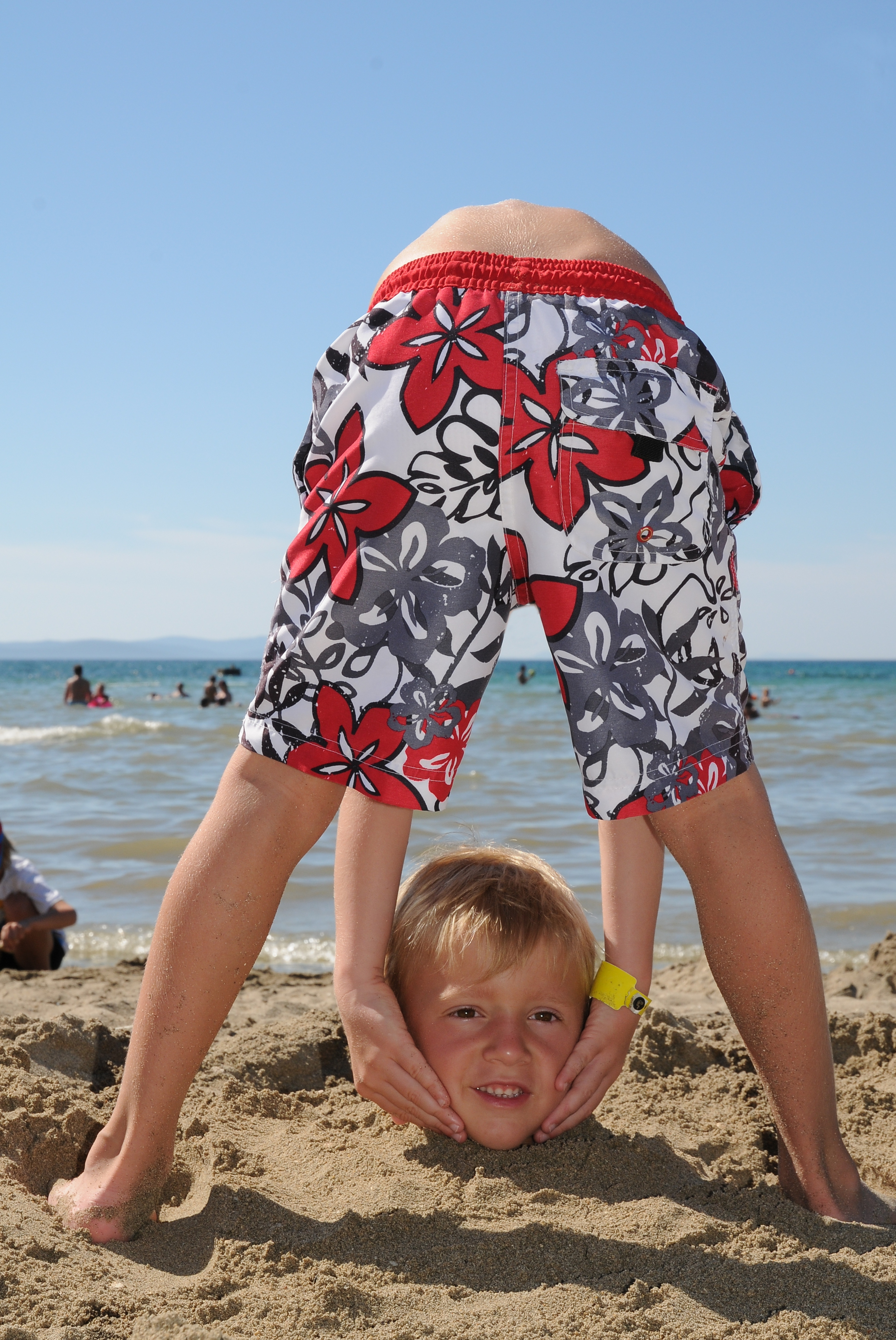

أُفكوهة مرئية أو الخدعة أو النكتة الساخرة (بالإسبانية: Gag)‏ هي مصطلح أمريكي تم ترجمته إلى الإسبانية بمعنى حدث أو نكتة قصيرة كوميدية أو ساخرة، بصفة عامة إيمائية، تدعو إلى الضحك المباشر. هذا المصطلح، الذي أتى من السينما الصامتة التي مثلها تشارلي تشابلن، دخل إلى المسرح الأوروبي بدءًا من العشرينيات وحتى القرن الحالي. قد يصل إلى أن يكون عمل مسرحي يبرز البراعة الفنية الراقية لممثله وقدرته على الارتجال مما يغير فجأة تطور العمل المسرحي. ولقد استخدم بعض المسرحيين أمثال موليير ودارييو فو هذا المصدر لكي يوثقوا الاتصال بين المشاهدين والعرض المسرحي.